# 你的甜品我的愛
《你的甜品我的愛》（皇家轉寫：Rak Khong Phom, Khanom Khong Khun），為泰國GMM 25與AIS Play於2021年11月24日起播出的浪漫喜劇，改編自吉永史的漫畫《西洋骨董洋菓子店》，由Lee、Singto、Pluem及Foei主演。
此劇由GMMTV與製作公司Baa-Ram-Ewe合作拍攝，在2020年12月GMMTV的「The New Decade Begins」活動上公開先導預告片。其後，此劇於2021年11月在GMM 25電視台及AIS Play首播，同年12月終映。

## 劇情簡介
Punn是一家熱門麵包店的帥氣老闆，他是一個富翁的兒子。糕點店成功的原因之一，是外號「糕點之神」的Weir。由於Weir的手藝，他吸引了世界各地的女性不斷光顧糕點店，但是Weir對她們並不感興趣。而Krathing則在Weir手下擔任學徒和店舖的員工，Pooh則是Punn的貼身保鏢，同時也是店舖的服務員。
在糕點店內，四個人都有自己的秘密。當記者Monet深入挖掘他們的秘密時，發現了有小孩不斷在糕點店內消失的事件。

## 演員陣容
註：括號內的演員姓名為小名。

### 主要人物
- 塔納·羅坤宋巴（Lee）飾演 Punn

富有家庭出身，Sweet Day Cafe的老闆，外号“糕点之神”，Weir的中學同學。他開設糕點店的原因，是希望利用女性喜歡吃甜品的嗜好結識女生。
- 巴拉奇亞·魯洛（Singto）飾演 Weir

Sweet Day Cafe的糕點師，Punn的中學同學。他自中學時期起喜歡Punn，並曾向他表白失敗。
- 吳夢凡（Pluem）飾演 Krathing

Sweet Day Cafe的學徒，前拳擊運動員。
- 鄭壹飛（Foei）飾演 Pooh

Sweet Day Cafe的服務員，Punn的保鏢。

### 其他人物
- 茱塔芘·英德拉瓊德拉（Jamie）飾演 Monet

女记者，准备调查Sweet Day Cafe不为人知的秘密。
- 奥利弗·普帕特 飾演 Manop
- 阿帕喜理·尼低彭（英语：Apasiri Nitibhon）（Um）飾演 Roci
- 阿提瓦·萨尼翁·那·阿育他亚（Ton）飾演 Chok
- 邱培聰（Wave）飾演 Jean
- 阿卡林·阿卡尼提梅塔拉（Joke）飾演 Terd
- 库恩缇拉·约昌（Unda） （Unda）飾演 Piglet
- 普洛姆皮亞·通普塔拉克（Papang）飾演 Toomtam
- 琳·蘇皖瑪（Neen）飾演 Im-em
- 帕查彤·塔娜瓦（Ployphach）飾演 View
- Chotiros Kaewpinit（Sobee）飾演 Nuan

## 劇集原聲帶
| 《你的甜品我的愛》劇集原聲帶 | 《你的甜品我的愛》劇集原聲帶 | 《你的甜品我的愛》劇集原聲帶                                | 《你的甜品我的愛》劇集原聲帶 |
| 曲序                         | 曲目                         | 演唱者                                                      | 时长                         |
| ---------------------------- | ---------------------------- | ----------------------------------------------------------- | ---------------------------- |
| 1.                           | Sweet Day                    | 巴拉奇亞·魯洛、普利姆·拉達納讓瓦塔那、鄭壹飛、塔納·羅坤宋巴 | 3:01                         |
| 2.                           | Waiting for You              | 塔納·羅坤宋巴                                               | 3:02                         |

## 劇集迴響

### 泰國電視收視率
- 收視最低的集數以藍色表示，收視最高的集數以紅色表示，而空格則表示該集的收視沒有相關數據。

| 集數 No.   | 播放日期       | 播放時段 (UTC+07:00) | 平均收視率 | 來源   |
| ---------- | -------------- | -------------------- | ---------- | ------ |
| 製作特輯   | 2021年11月20日 | 星期六 20:30         | 0.071      | [ 7 ]  |
| 1          | 2021年11月24日 | 星期三 20:30         | 0.135      | [ 8 ]  |
| 2          | 2021年11月25日 | 星期四 20:30         | 0.107      | [ 9 ]  |
| 3          | 2021年12月1日  | 星期三 20:30         | 0.084      | [ 10 ] |
| 4          | 2021年12月2日  | 星期四 20:30         | 0.034      | [ 11 ] |
| 5          | 2021年12月8日  | 星期三 20:30         | 0.078      | [ 12 ] |
| 6          | 2021年12月9日  | 星期四 20:30         | 0.075      | [ 13 ] |
| 7          | 2021年12月15日 | 星期三 20:30         | 0.131      | [ 14 ] |
| 8          | 2021年12月16日 | 星期四 20:30         | 0.042      | [ 15 ] |
| 9          | 2021年12月22日 | 星期三 20:30         | 0.090      | [ 16 ] |
| 10         | 2021年12月23日 | 星期四 20:30         | 0.093      | [ 17 ] |
| 11         | 2021年12月29日 | 星期三 20:30         | 0.1        | [ 18 ] |
| 12         | 2021年12月30日 | 星期四 20:30         | 0.1        | [ 19 ] |
| 平均收視率 | 平均收視率     | 平均收視率           | 0.090      | 1      |

^1  基於每集的平均觀眾份額。

## 外部連結
- GMM25官方網站 （页面存档备份，存于）（泰文）
- GMMTV官方網站（泰文）
- YouTube上的《你的甜品我的愛》播放列表
- 劇集介紹及劇評 （页面存档备份，存于）（英文）
- 豆瓣电影上《你的甜品我的愛》的資料 （简体中文）